# Smelowskia
Smelowskia é um género botânico pertencente à família Brassicaceae.